# Borsné Fejér Gizella
Borsné Fejér Gizella, írói nevei: B. Fejér, Bors (Kolozsvár, 1923. február 12. – Kolozsvár, 1990. szeptember 22.) magyar közgazdász és műfordító.

## Életútja
Középiskolai és egyetemi tanulmányait szülővárosában végezte, közgazdász. Előbb az Állami Könyvkiadónál (1949–52), majd szövetkezeti tisztviselőként dolgozott, 1959-től 1980-ig az Utunknál volt belső munkatárs. Angol, francia, német írók novelláit fordította magyarra, fordításában jelent meg Friedrich Dürrenmatt Görög férfi görög nőt keres (1969), Paul Schuster Öt liter cujka (1969), Erwin Wittstock Látomás (1973), Robert Flinker Tisztítótűz (1976) című munkája.